# Satu Nou (gmina Schitu Duca)
Satu Nou – wieś w Rumunii, w okręgu Jassy, w gminie Schitu Duca. W 2011 roku liczyła 613 mieszkańców.